# Vadim Garbuzov

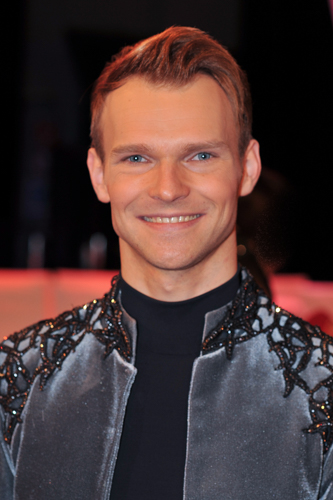
Garbuzov 2014

Vadim Garbuzov (ukrainisch Вадим Борисович Гарбузов / Wadym Boryssowytsch Harbusow; * 8. Mai 1987 in Charkiw, Ukrainische SSR, Sowjetunion) ist ein kanadisch-österreichischer Tänzer ukrainischer Herkunft.

## Leben
Garbuzov, ein Enkel von Julij Harbusow, wanderte 1994 mit seinen Eltern nach Vancouver aus, wo er die kanadische Staatsbürgerschaft erhielt. Er begann in Kanada mit dem Tanzsport; sowohl in Kanada als auch in der Ukraine wurde er mehrmaliger Junioren- und Jugendmeister in den Standard- und Lateintänzen.
Im Jahr 2004 kam er auf der Suche nach einer neuen Tanzpartnerin nach Österreich, wo er mit Kathrin Menzinger seine Tanzkarriere fortsetzte. Das Tanzpaar gewann 2005 in Österreich den Jugendmeistertitel in den beiden Disziplinen, im Jahr 2005 erreichten sie das Finale der Jugendweltmeisterschaft der World Dance Sport Federation (WDSF) in der Kombination über 10 Tänze sowie den 12. Platz bei der Latein-Jugend-WM und den 16. Platz bei der Standard-Jugend-WM.
Im Jahr 2006 gewann er den österreichischen Staatsmeistertitel in der Kombination über 10 Tänze und erreichte bei der Weltmeisterschaft in der Kombination mit dem 10. Platz das Semifinale. Im Jahr 2007 erhielt er die österreichische Staatsbürgerschaft. Seine Tanzpartnerin musste 2007 bis 2008 eine verletzungsbedingte Pause einlegen, die er dazu nutzte, seine Studien an der „Akademie für Körperkultur“ in Charkiw mit einem Masterdiplom als Sportlehrer und Tanzsporttrainer abzuschließen. 2010 erzielte er – wieder mit seiner Tanzpartnerin Kathrin Menzinger – mit dem 4. Platz beim Europacup in der Kombination wieder tanzsportliche Erfolge.
Im Jahr 2012 begann er neben Standard und Latein mit dem Kür- oder Showdance und gewann bereits im selben Jahr die österreichische Meisterschaft in dieser Disziplin, ebenso im Jahr 2013. Auch international erreichte er bereits bei seinem ersten Antreten bei einer Showdance-WM das Finale im Standard-Showdance in Peking 2012. Im Jahr 2013 gelang ihm das in der Standard- und Lateindisziplin mit einem 5. und 6. Platz, ebenfalls bei der WDSF-Showdance-WM in Peking 2013. Im selben Jahr fanden in Kaoshiung auf Taiwan die ersten World Dancesport Games der WDSF statt, bei denen er einen 4. und 5. Platz im Finale der Showdance-Bewerbe belegte.
Im Jahr 2011 nahm er als Profi-Partner von Alfons Haider an der 6. Staffel der ORF-Produktion Dancing Stars teil. Als Partner im ersten Männertanzpaar dieses TV-Formats erlangte er österreichweite Bekanntheit, auch ausländische Medien berichteten darüber. Im selben Jahr wirkte er – mit seiner Partnerin Kathrin Menzinger – als Showtanzpaar bei der ebenfalls vom ORF produzierten Starnacht am Wörthersee mit.
Auch 2012 gehörte er wieder zum Team der Profi-Tänzer der ORF-Produktion Dancing Stars, wo er gemeinsam mit seiner Tanzpartnerin, der österreichischen Schlagersängerin Petra Frey, die 7. Staffel der Sendereihe gewann.
In diesem Jahr begann er auch mit seiner Choreographietätigkeit im Filmhof Wein4tel in Asparn an der Zaya und im Wiener Metropol. Gemeinsam mit seiner Tanzpartnerin Kathrin Menzinger zeichnete er für die Choreographie für das Musical Die Zähmung des Widerspenstigen unter der Regie von Vicky Schubert, frei nach Shakespeare, verantwortlich.
Seit dem Jahr 2012 ist er als Heeressportler beim österreichischen Bundesheer im HLSZ 02 im Bundessportzentrum Südstadt beschäftigt. 2013 wieder bei Dancing Stars als Profi-Tänzer im Einsatz, erreichte er mit Susanna Hirschler bei der 8. Staffel von Dancing Stars den 5. Platz.
Im Sommer 2013 war er für die Choreographie der weltweiten Musical-Uraufführung Der Hofnarr (nach dem Danny-Kaye-Film The Court Jester) für das Wiener Metropol und den Filmhof Wein4tel verantwortlich. Ebenso erwähnenswert ist ein TV-Live-Auftritt bei Florian Silbereisen in dessen ARD-Show Sommerfest der Volksmusik in Graz.
Beim Neujahrskonzert der Wiener Philharmoniker 2014 gab er mit seiner Tanzpartnerin Kathrin Menzinger live im Wiener Musikverein vor einem Millionenpublikum der weltweiten ORF-Übertragung den Walzer An der schönen blauen Donau nach ihrer eigenen Choreographie zum Besten.
Im Jahr 2014 nahm er zum vierten Mal, diesmal mit Roxanne Rapp, an der ORF-Show Dancing Stars teil. Das Paar konnte die Show im Finale gegen Marco Angelini und Maria Santner für sich entscheiden. Die beiden erhielten mit ihrem Lieblingstanz im Finale die Höchstanzahl der Punkte, 40, von der Jury.
2015 nahm er mit Beatrice Richter an der 8. Staffel der RTL-Tanzshow Let's Dance teil. Das Paar erreichte Rang 9.
Am 7. Juni 2015 wurde Vadim Garbuzov gemeinsam mit seiner Partnerin Kathrin Menzinger Weltmeister der WDSF Professional Division in der Kategorie Showdance Latein. Im Juli 2015 gab das Paar nach sieben Jahren das Ende der gemeinsamen privaten Beziehung bekannt. Im November wurden Menzinger und Garbuzov bei der WM der Profis im Showdance Standard ebenfalls Weltmeister.
2016 war er Tanzpartner von Franziska Traub in der 9. Staffel von Let’s Dance. Traub musste verletzungsbedingt vor der dritten Folge aufgeben. In Folge vier trat Garbuzov mit Sonja Kirchberger auf, nachdem sich deren Tanzpartner Ilia Russo beim Training einen Hexenschuss zugezogen hatte. 2017 tanzte er mit Chiara Ohoven, 2018 mit Tina Ruland.
2019 war er Teil der Cast der ersten Let’s-Dance-Live-Tour, mit der er durch 16 deutsche Städte tourte.
2020 trat Vadim Garbuzov erneut bei Dancing Stars an. Er ersetzte Willi Gabalier, der nach der Verschiebung der Staffel von Frühjahr auf Herbst 2020 sein Engagement nicht mehr fortsetzen konnte. Garbuzovs Tanzpartnerin war die Sportlerin Michaela Kirchgasser, mit der er die 13. Staffel der Show gewann.
2021 veröffentlichte er gemeinsam mit Kathrin Menzinger ein von Urban Tree Media produziertes Tanzvideo zu dem Song Wenn ich wieder falle von Nico Gomez. Im gleichen Jahr nahm er in einem Männertanzpaar mit Nicolas Puschmann an Let’s Dance teil. Das Paar schied zunächst nach der achten Show aus, kehrte aufgrund der verletzungsbedingten Aufgabe von Ilse DeLange zurück, kam ins Finale und auf den dritten Platz. 2022 tanzte Garbuzov mit Sarah Mangione auf Platz 5, 2023 und 2025 mit Chryssanthi Kavazi bzw. Jeanette Biedermann auf Platz 7, 2024 erreichte er mit Jana Wosnitza den Vizetitel und seine beste Platzierung im Tanzwettbewerb. Außerdem wurde seine Darbietung im Profipaartanz-Ableger Die große Profi-Challenge viermal unter die drei besten gewählt.
| Staffel (Jahr) | Partner              | Platzierung |
| -------------- | -------------------- | ----------- |
| 06 (2011)      | Alfons Haider        | 4.          |
| 07 (2012)      | Petra Frey           | 1.          |
| 08 (2013)      | Susanna Hirschler    | 5.          |
| 09 (2014)      | Roxanne Rapp         | 1.          |
| 13 (2020)      | Michaela Kirchgasser | 1.          |

| Staffel (Jahr) | Partner             | Platzierung                         |
| -------------- | ------------------- | ----------------------------------- |
| 08 (2015)      | Beatrice Richter    | 09.                                 |
| 09 (2016)      | Franziska Traub     | 13. (verletzungsbedingter Ausstieg) |
| 09 (2016)      | Sonja Kirchberger   | 11.                                 |
| 10 (2017)      | Chiara Ohoven       | 13.                                 |
| 11 (2018)      | Tina Ruland         | 14.                                 |
| 14 (2021)      | Nicolas Puschmann   | 03.                                 |
| 15 (2022)      | Sarah Mangione      | 05.                                 |
| 16 (2023)      | Chryssanthi Kavazi  | 07.                                 |
| 17 (2024)      | Jana Wosnitza       | 02.                                 |
| 18 (2025)      | Jeanette Biedermann | 07.                                 |

## Erfolge

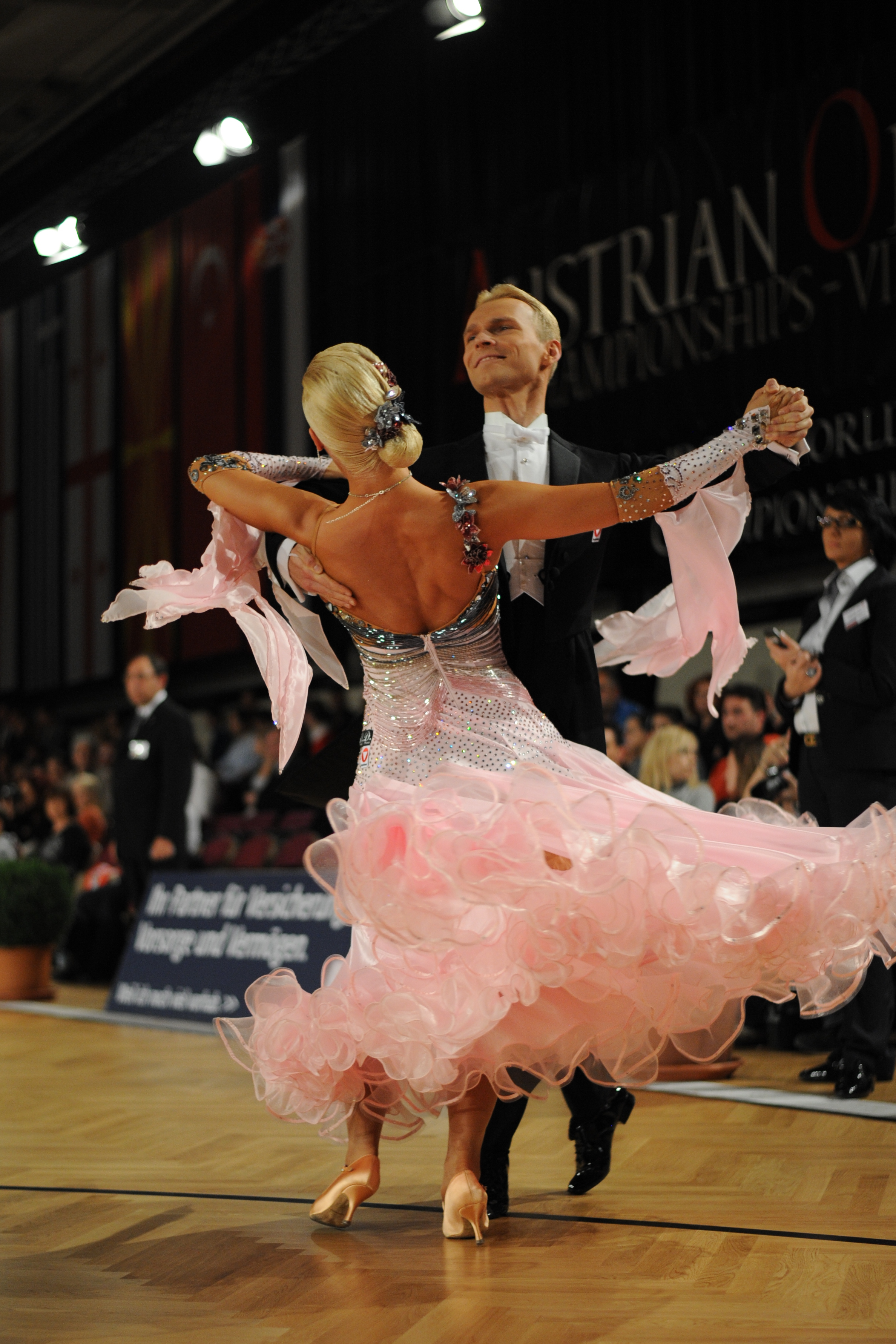
Vadim Garbuzov und Kathrin Menzinger bei den WDSF World Open Standard 2012

- mehrmaliger ukrainischer Juniorenmeister Latein und Standard
- mehrmaliger kanadischer Jugendmeister Latein und Standard
- Österreichischer Jugendmeister Latein und Standard 2005
- Jugend WM-Finalist Kombination
- Österreichischer Staatsmeister Kombination 2006[7]
- Österreichischer Vize-Staatsmeister in der Kombination 2004, 2005, 2008, 2009, 2010, 2012, 2013
- Österreichische Vize-Staatsmeister Standard 2012, 2013
- Finalist der österreichischen Staatsmeisterschaft Latein 2005, 2008, 2010, 2011, 2012, 2013
- Finalist der österreichischen Staatsmeisterschaften Standard 2005, 2006, 2008, 2009, 2010, 2011, 2012, 2013
- WM-Semifinalist in der Kombination 2006
- Drei Siege bei WDSF-Weltranglistenturnieren 2005–2010
- Vierter Platz beim Europacup in der Kombination 2010
- Österreichischer Meister im Kürtanzsport 2012, 2013
- WM-Finalist Showdance Latein 2012, 2013
- WM-Finalist Showdance Standard 2013
- Vierter und fünfter Platz im Finale der World Dance Sport Games Kaoshiung 2013 im Showdance Standard und Latein
- Vize-Europameister Showtanz Standard, Professional Division 2014
- Europameister Showtanz Latein, Professional Division 2014
- Vize-Weltmeister Showdance Latein 2014
- Vize-Weltmeister Showdance Standard 2014
- Weltmeister Showdance Latin 2015[4]
- Weltmeister Showdance Standard 2015[6]
- Europameister Showdance Latin 2016
- Europameister Showdance Standard 2016
- Weltmeister Showdance Latin 2016
- Weltmeister Showdance Latin 2017
- Weltmeister Showdance Standard 2017[8]
- Vize-Weltmeister Showdance Latein 2018, WDC
- Vize-Weltmeister Showdance Standard 2019, WDC
- Vize-Weltmeister Showdance Latein 2022